# Station Racibórz Studzienna
Station Racibórz Studzienna is een spoorwegstation in de Poolse plaats Racibórz.